# Довга лоза

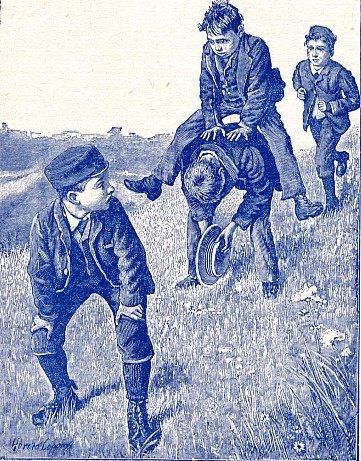
Діти грають в аналогічну англійську гру «стрибуча жабка».

Довга лоза — дитяча гра, учасники якої стають зігнувшись одне за одним, а гравець, що стоїть позаду, розганяється, перестрибує через кожного i стає попереду. Так роблять усi учасники по черзi.